# J.C.J. van Speijk fyr
J.C.J. van Speijk fyr är en fyr och ett minnesmärke över den nederländska sjöhjälten Jan van Speijk i badorten Egmond aan Zee i provinsen Noord-Holland.
Den byggdes som den norra av två fyrar vid inloppet till Egmond år 1833 och tändes första gången den 30 september 1834. Fyrarna var försedda med oljelampor och fresnellinser. År 1841 byggdes fyrens bottenvåning om till ett minnesmärke för van Speijk som dödades 1831 när hans kanonbåt sprängdes i luften. Arkitekt var Jan David Zocher och bronsstatyn av ett lejon skapades av skulptör Louis Royer.
Fyrarna förlorade sin betydelse efter öppningen av Nordsjökanalen och den södra revs 1912. Den nuvarande fyren elektrifierades 1922 och försågs år  1967 med en utsiktsplattform som bemannades av kustbevakningen. Samma år utsågs den till Rijksmonument.
Kustbevakningen lämnade fyren 1987 och tre år senare automatiserades den. Fyren kan besökas på sommaren.

## Bilder

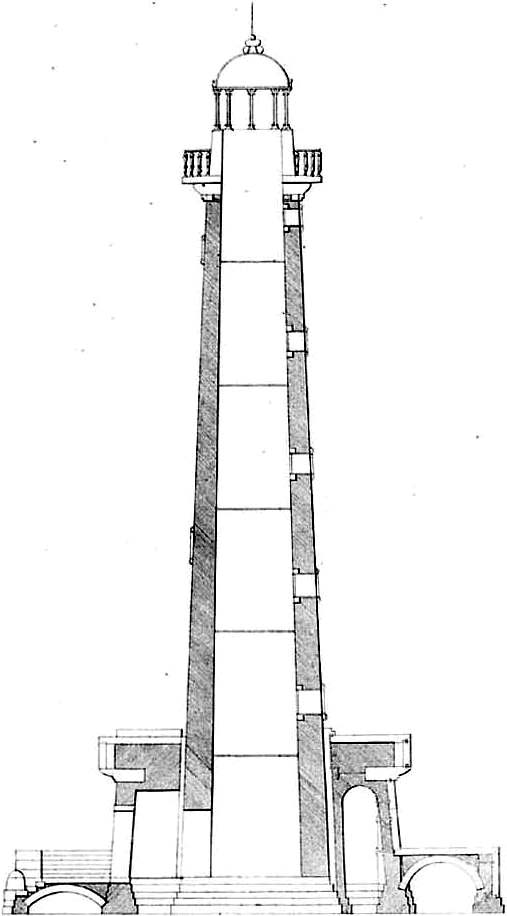
Tvärsnitt av fyren med gravmonumentet, 1842.
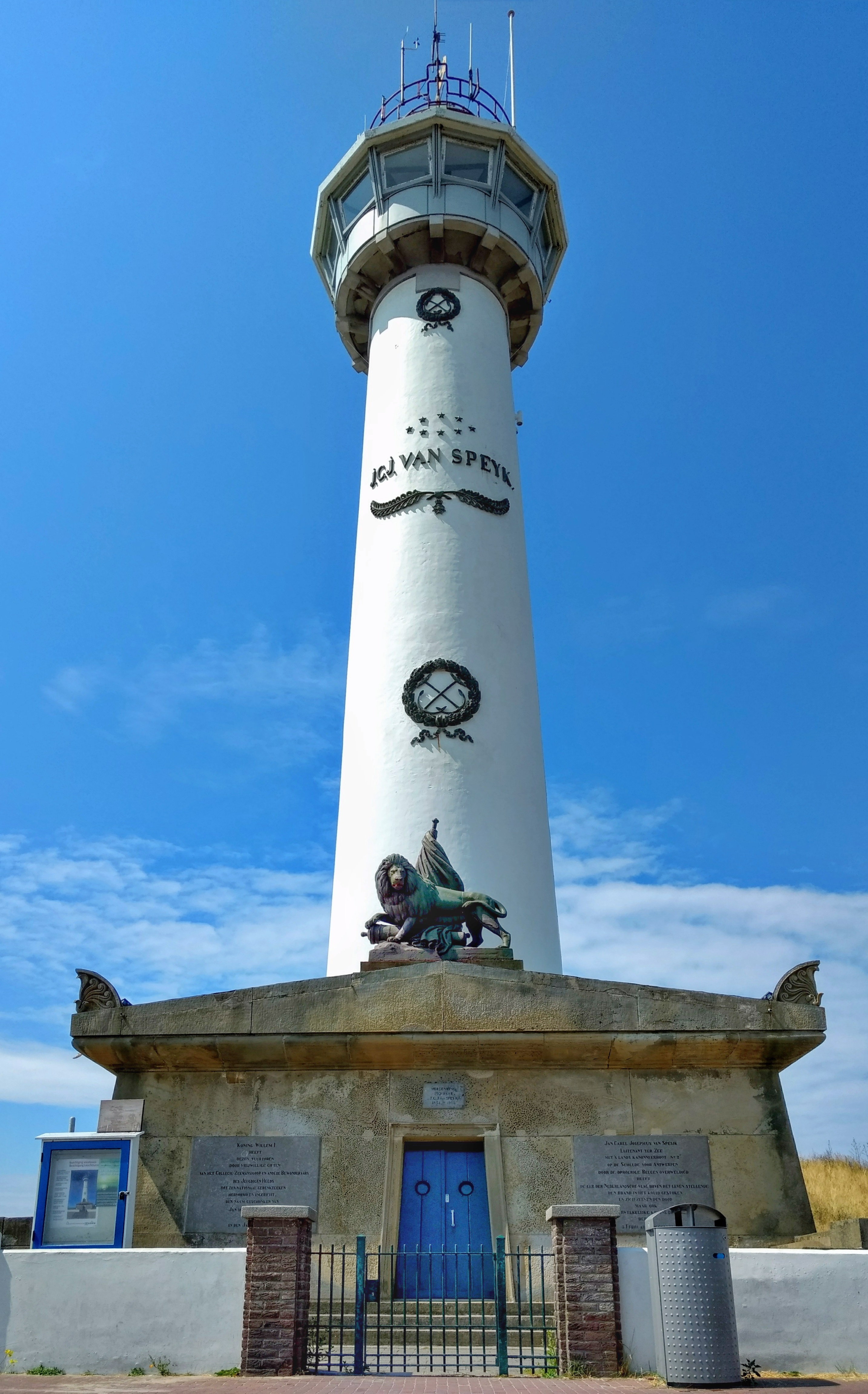
Fyren och gravmonumentet.